# Molino de gofio Mesa
El Molino de gofio Mesa es un molino ubicado en Icod el Alto, entidad de población del municipio de Los Realejos, en la isla de Tenerife, Canarias, España.

## Historia
Los orígenes de este molino de gofio se remontan a los años cuarenta del XX. Emplazado por aquel entonces en la calle Dornajo. Posteriormente, se realojó en la Hacienda La Pared, en Icod el Alto igualmente. Después de dos años, el dueño lo vendió a uno de sus hijos, Domingo Abreu Rodríguez. En 1947 solicitó autorización para añadir un segundo molino debido a la demanda del producto.

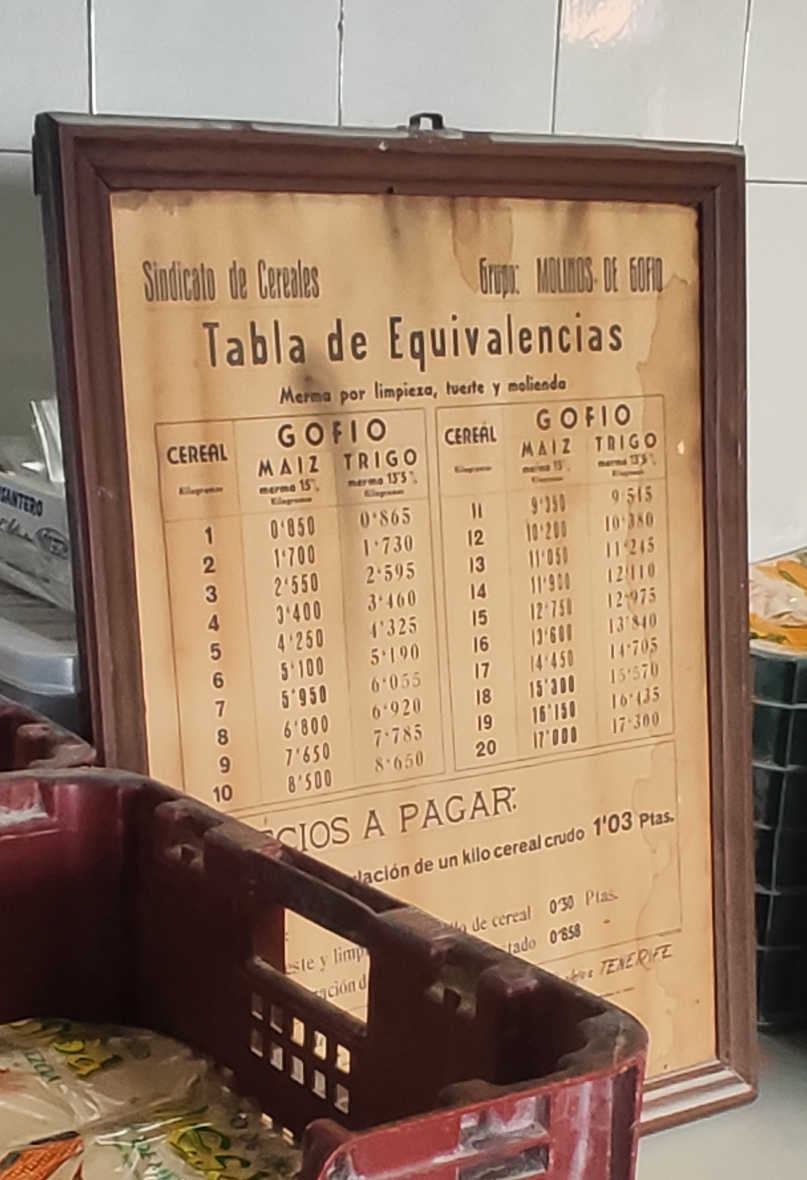
Tabla de equivalencias

En 1951, figuraba como dueño Teodomiro López Domínguez. En 1969, apareció como titular Cristóbal Mesa Felipe, en la carretera de Icod el Alto. Desde hace unos veinte años, tras su jubilación, sigue en la industria su hija Miguelina Mesa. El molino de gofio Mesa es uno de los dos molinos en funcionamiento que existe en Los Realejos.
El funcionamiento del molino es el mismo que originariamente.Utilizan cereales naturales de origen nacional, complementado en ocasiones por leguminosas.Su producción está amparada por la Indicación Geográfica Protegida Gofio Canario.
Tienen servicio de molienda a demanda para personas que llevan su propio cereal.Reciben visitas de alumnado y personas en general para conocer el proceso tradicional de elaboración del gofio.El molino participó en la iniciativa Los Realejos Agrosolidario con productores autóctonos del primer sector del municipio de Los Realejos, destinando un 10% de los beneficios de las compras realizadas, al Banco de Alimentos.

## Descripción

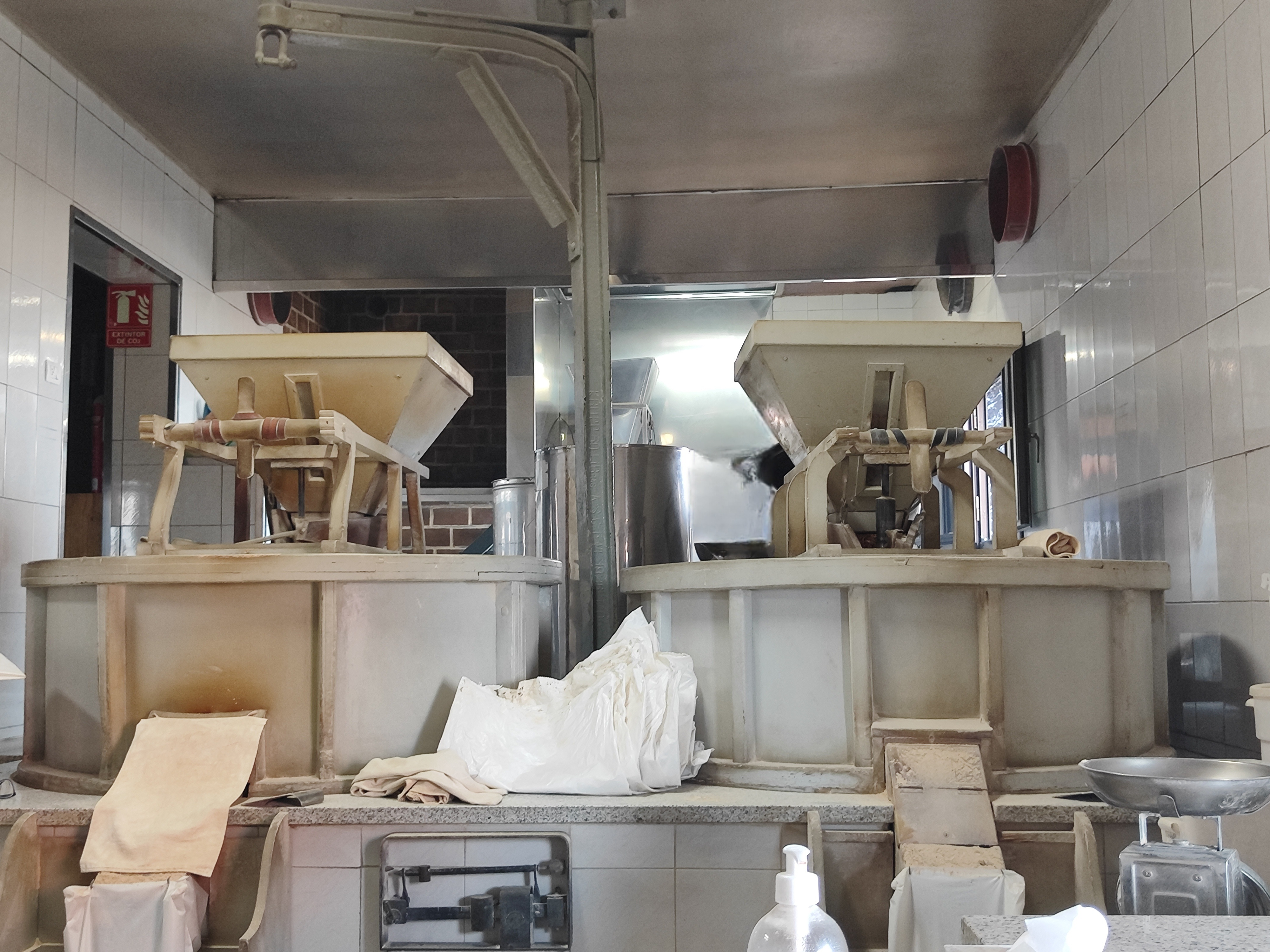
Molinos de gofio

El molino se emplaza en una construcción reformada. En la primera crujia, se encuentra el despacho de venta al público, con mostrador, los dos molinos y la tostadora. En un salón, el almacén del grano, con modernos depósitos de acero inoxidable. En la estancia posterior, la habitación dedicada al envasado automático del producto.
El local ha sido reformado incorporando azulejos en toda las estancias, cuidado del suelo, forrado de la tostadora con planchas de acero inoxidable, etc. Conserva los dos molinos originales, así como la tostadora y una cernidora manual.

## Premios y reconocimientos
- 2018 Sello Gastronómico de Los Realejos, concedido por el Ayuntamiento.[9]
- 2021 El Ayuntamiento de Los Realejos homenajeó a Miguelina y otras 12 mujeres de diversas generaciones.[6]